# Dotzigen
Dotzigen est une commune suisse du canton de Berne, située dans l'arrondissement administratif du Seeland. L'ancienne Aar y poursuit son parcours en direction du canal de Nidau-Büren.

Photo aérienne par Walter Mittelholzer (1932)